# Krottensee (Neuhaus an der Pegnitz)
Krottensee ist ein Gemeindeteil des Marktes Neuhaus an der Pegnitz im Landkreis Nürnberger Land (Mittelfranken, Bayern). Die Gemarkung Krottensee hat eine Fläche von 6,401 km². Sie ist in 1009 Flurstücke aufgeteilt, die eine durchschnittliche Flurstücksfläche von 6344,30 m² haben.

## Lage
Das Dorf liegt etwas oberhalb des Tales der Pegnitz östlich des Hauptortes auf der Frankenalb. Die Kreisstraße LAU 18 durchquert den Ort als Hauptachse. Im Norden führt diese Straße auf die Staatsstraße St 2162, welche vorbei an Lehnershof nach Ranna führt.

## Geschichte
Die Schlacht bei Krottensee fand 1703 während des Spanischen Erbfolgekrieges statt.
Mit dem Gemeindeedikt (frühes 19. Jahrhundert) entstand die Ruralgemeinde Krottensee. Im Zuge der Gebietsreform in Bayern wurde diese am 1. Juli 1972 nach Neuhaus an der Pegnitz eingemeindet.

## Naturdenkmäler bei Krottensee
- Geissloch (Karsthöhle)
- Maximiliansgrotte (Schauhöhle)
- Vogelherdgrotte oder auch Gunzenloch genannt (Karsthöhle)
- Zwei Brüder (Felsformation)